# Garavel·lita
La garavel·lita és un mineral de la classe dels sulfurs que pertany al grup de la berthierita. Va ser anomenada en honor de Carlo Lorenzo Garavelli (1929-1998) en reconeixement de la seva contribució al camp de la mineralogia dels dipòsits minerals de la Toscana.

## Característiques
La garavel·lita és una sulfosal de fórmula química FeSbBiS₄. Cristal·litza en el sistema ortoròmbic en petits agregats de cristalls anèdrics, de fins a 200 μm. La seva duresa a l'escala de Mohs és 4.
Segons la classificació de Nickel-Strunz, la garavel·lita pertany a «02.HA: Sulfosals de l'arquetip SnS, amb Cu, Ag, Fe (sense Pb)» juntament amb els següents minerals: calcostibita, emplectita, miargirita, berthierita, clerita, aramayoïta i baumstarkita.

## Formació i jaciments
La garavel·lita va ser descoberta a la mina Frigido, a Ischignano (Província de Massa i Carrara, Toscana, Itàlia) en un dipòsit hidrotermal de coure amb calcopirita disseminada en ganga de siderita. També ha estat descrita a Alemanya, Eslovàquia, el Perú, la República Txeca i la Xina.